# 188-я горнопехотная дивизия
188-я горнопехотная дивизия (нем. 188. Gebirgs-Division) — тактическое соединение сухопутных войск вооружённых сил нацистской Германии. Принимала участие во Второй мировой войне.

## История
188-я горнопехотная дивизия была образована на основе резервной горнопехотной дивизии с тем же номером. Юридически подчинялась командованию XVIII военного округа и относилась к Зальцбургу, но фактически базировалась в Инсбруке. Была создана фактически 8 октября 1943. Была разделена на несколько частей: одна из частей проходила обучение на территории Германии, вторая вела партизанскую борьбу на территории Северной Италии, на линии Беллуно-Тарвис-Гёрц. В 1944 году дивизия была отозвана из Италии.
В начале марта 1945 года дивизия была перерегистрирована и срочно была брошена в Хорватию для подавления антифашистских выступлений. Вела борьбу частично на территории Италии, частично на территории Хорватии. Вскоре дивизия была разбита советскими и югославскими войсками и почти полностью попала в плен, а её командир Ганс фон Гёсслин был приговорён югославским трибуналом к смертной казни за преступления против мирных жителей.

## Структура
- 901-й горнопехотный полк
- 902-й горнопехотный полк
- 903-й горнопехотный полк
- 904-й горнопехотный полк
- 1088-й горноартиллерийский полк
- 1088-й горносапёрный батальон
- 1088-й разведывательный отряд
- 1088-й резервный отряд